# John Bellairs
John Anthony Bellairs (Marshall, 17 gennaio 1938 – Haverhill, 8 marzo 1991) è stato un romanziere statunitense, noto soprattutto per il suo romanzo fantasy The Face in the Frost.
Autore di numerosi gialli e romanzi gotici per fanciulli e ragazzi, ha realizzato personaggi come Lewis Barnavelt, Rose Rita Pottinger, Johnny Dixon e Anthony Monday. La gran parte dei suoi libri è stata illustrata da Edward Gorey. Dopo la morte di Bellaris, Brad Strickland terminò la scrittura di alcune opere lasciate incompiute dallo scrittore. Al momento della sua morte, i libri di Bellairs avevano venduto 250 000 di copie con copertina rigida e più di un milione e mezzo di copie in brossura.

## Opere
- The Pedant and the Shuffly, 1968.
- The Face in the Frost, 1969.
- La pendola stregata (The House with a Clock in Its Walls), 1973.
- The Figure in the Shadows, 1975.
- The Letter, the Witch, and the Ring, 1976.
- The Treasure of Alpheus Winterborn, 1978.
- The Curse of the Blue Figurine, 1983.
- The Mummy, the Will, and the Crypt, 1984.
- The Dark Secret of Weatherend, 1984.
- The Spell of the Sorcerer’s Skull, 1984.
- The Revenge of the Wizard’s Ghost, 1985.
- Orbite vuote (The Eyes of the Killer Robot), 1986.
- The Lamp from the Warlock’s Tomb, 1988.
- The Trolley to Yesterday, 1989.
- The Chessmen of Doom, 1989.
- The Secret of the Underground Room, 1990.
- The Mansion in the Mist, 1992.
- The Ghost in the Mirror, 1993.
- The Vengeance of the Witch-Finder, 1993.
- The Drum, the Doll, and the Zombie, 1994.
- The Doom of the Haunted Opera, 1995.